# چسترگ
چِسترِگ (به مجاری:  Csesztreg) یک شهرداری در مجارستان است که در ناحیه لنتی واقع شده‌است. چسترگ ۲۳ کیلومتر مربع مساحت و ۸۴۷ نفر جمعیت دارد.